# Elsad Zverotić
Elsad Zverotić (Servisch: Елсад Зверотић) (Berane, 31 oktober 1986) is een Montenegrijns voetballer die sinds 2015 onder contract staat bij het Zwitserse FC Sion. Hij speelt doorgaans rechts in de verdediging, maar kan ook als defensieve middenvelder uitkomen. In 2008 maakte Zverotić zijn debuut in het Montenegrijns voetbalelftal. Zverotić speelde nooit in de Montenegrijnse betaald voetbalcompetities; vrijwel zijn hele carrière vond plaats in Zwitserland.

## Clubcarrière
Op 17-jarige leeftijd begon Zverotić zijn carrière in het betaald voetbal in Zwitserland bij FC Bazenheid, een club op een van de lagere niveaus. Hij begon daar in 2003; in de jaren daarvoor speelde hij in jeugdelftallen van FK Berane, een club uit het toenmalige Servië en Montenegro. In het seizoen 2003/04 speelde hij 22 wedstrijden in de Zwitserse vierde divisie – de 2. Liga Interregional – waarin hij twaalf doelpunten maakte. Die prestatie wekte de interesse van FC Wil. In de zomer van 2004 nam die club, uitkomend op het tweede niveau van Zwitserland, hem over; zodoende kwam Zverotić terecht bij zijn eerste club op hoog niveau. In de eerste speelronde van het seizoen 2004/05 op 31 juli maakte hij zijn debuut bij de club tegen FC Wohlen (5–2 winst). Zverotić speelde twee minuten; in de zevende competitiewedstrijd stond hij voor het eerst de volledige negentig minuten op het veld. In de jaargang 2004/05 kwam hij uiteindelijk tot speeltijd in 25 wedstrijden, waarin hij eenmaal een doelpunt maakte. In de daaropvolgende seizoenen was hij een basisspeler, met tweemaal 29 gespeelde wedstrijden. FC Wil presteerde beter dan in Zverotić' eerste seizoen aldaar (zesde en achtste positie tegenover de dertiende plaats), maar wist daarmee nog geen promotie af te dwingen. In zijn laatste seizoen bij de club was Zverotić dicht bij een plek in de play-offs om promotie en degradatie; met één punt verschil wist AC Bellinzona FC Wil daarvan echter te weerhouden. Hijzelf kwam wel in de Super League terecht: in de zomer van 2008 tekende Zverotić transfervrij een contract bij FC Luzern.

### Hoogste niveau in Zwitserland
Zverotić maakte zijn debuut in de Super League voor Luzern op 20 juli 2008 in een thuiswedstrijd tegen het Liechtensteinse FC Vaduz (1–2 verlies). Na 85 minuten speeltijd werd hij vervangen door de Braziliaan Paquito. In zijn eerste seizoen was Zverotić reeds een vaste waarde in Luzern, met speeltijd in 27 competitieduels – voornamelijk volledige wedstrijden – en slechts zesmaal een plaats op de reservebank. Hij maakte zijn eerste doelpunt op het hoogste competitieniveau in de laatste speelronde van het seizoen 2008/09 tegen Neuchâtel Xamax 1912: in de vierde minuut was hij op aangeven van Michel Renggli trefzeker. Luzern won deze seizoensafsluiter en eindigde in de Super League op de negende plaats, waardoor het zijn plaats in dezelfde League moest verdedigen in de play-off. In juni 2009 wist Zverotić, spelend in zowel de thuis- als uitwedstrijd, FC Lugano met 6–1 te verslaan en zo degradatie te voorkomen. Luzern presteerde in het daaropvolgende seizoen beter, eindigend op de vierde plaats en zich daarmee kwalificerend voor de voorronde van de UEFA Europa League; Zverotić speelde alle competitiewedstrijden op vijf na. In juli 2010 verloor hij met zijn club beide kwalificatiewedstrijden voor de Europa League tegen FC Utrecht (1–4). Het seizoen 2010/11 was het laatste in Luzern voor Elsad Zverotić. In januari 2011 tekende hij een contract bij BSC Young Boys tot juni 2014; hij maakte de jaargang wel af bij zijn oorspronkelijke werkgever. Op 7 augustus maakte Zverotić zijn debuut bij de Young Boys in de competitiewedstrijd tegen zijn voormalige werkgever. In de Swissporarena te Luzern, waar hij drie jaar lang gespeeld had, speelde hij het volledige duel (1–1). In zijn eerste twee seizoenen werd hij meer dan twintigmaal opgesteld in het basiselftal van de club; in het seizoen 2012/13 kwam hij tot zeven optredens in de UEFA Europa League. Op 22 november 2012 maakte Zverotić een doelpunt in de groepswedstrijd tegen het Engelse Liverpool FC: met zijn langeafstandsschot in de 88ste minuut voorkwam hij zodoende een nederlaag (eindstand 2–2). Het was onvoldoende om kwalificatie voor de achtste finale af te dwingen.

### Korte periode in Engeland
Zverotić startte het seizoen 2013/14 in Zwitserland wederom als basisspeler. Hij speelde alle eerste zeven competitiewedstrijden volledig, waarin hij eenmaal een assist gaf (op Moreno Costanzo in de met 0–4 gewonnen uitwedstrijd tegen FC Aarau). In deze laatste periode van Zverotić bevond BSC Young Boys zich vrijwel voortdurend op de eerste plaats van de ranglijst. Twee dagen na zijn laatste wedstrijd voor Young Boys werd de transfer van Zverotić naar het Engelse Fulham FC bekendgemaakt. Hij tekende op de laatste dag van de transferperiode een contract voor twee jaar. Fulham eindigde als laatste in de competitie en degradeerde naar de Football League Championship; Zverotić speelde slechts zeven wedstrijden gedurende het seizoen en zat voornamelijk op de reservebank, maar zat ook zestienmaal niet bij de wedstrijdselectie of speelde bij het elftal onder 21 van Fulham. Ook in de eerste helft van het seizoen 2014/15, op het tweede niveau van Engeland, kwam hij weinig aan spelen toe. In februari 2015 werd zijn contract door Fulham met onmiddellijke ingang ontbonden, net als het contract van middenvelder Dino Fazlic.

### Terugkeer naar de Zwitserse competitie
Eén dag na het ontbinden van het contract bij Fulham tekende Zverotić transfervrij een contract tot juni 2017 bij het Zwitserse FC Sion. Sion was naast zijn nieuwe club ook de club waartegen Zverotić in de periode tussen 2004 en 2013 het vaakst speelde: 21 maal kwam het tot een confrontatie tussen hem en het elftal van Sion, de meeste confrontaties waren tussen Zverotić en een andere club. Negen wedstrijden verloor hij en vijf werden gewonnen; tweemaal gaf hij in een wedstrijd tegen FC Sion een assist en zesmaal – wederom een record – ontving hij van een scheidsrechter een gele kaart. Daarnaast maakte hij bij Sion zijn debuut in de competitie tegen zijn voormalige werkgever FC Luzern, net als hij bij Young Boys gedaan had. Ook nu werd er gelijkgespeeld. Zverotić is bij Sion een vaste basisspeler en speelde zijn eerste zeven wedstrijden allemaal uit.

## Interlandcarrière
Elsad Zverotić maakte zijn debuut in het Montenegrijns voetbalelftal op 27 mei 2008 in een vriendschappelijke interland thuis tegen Kazachstan. Na zestig minuten speeltijd, toen de eindstand al was bepaald op 3–0, verving hij Vladimir Božović (Rapid Boekarest). In 2008 en 2009 speelde Zverotić met Montenegro zeven wedstrijden in het kwalificatietoernooi voor het wereldkampioenschap voetbal 2010. Het land eindigde op de een-na-laatste plaats in groep H, achter Cyprus. Zijn eerste interlanddoelpunt maakte Zverotić in de EK-kwalificatiewedstrijd tegen het Bulgaars voetbalelftal op 7 september 2010: in de 36ste minuut maakte hij het enige doelpunt van dat duel. Tegen Engeland maakte hij de openingstreffer, die uiteindelijk zou bijdragen aan een 2–2 gelijkspel. Het behaalde punt bleek achteraf belangrijk, omdat daarmee Montenegro boven Zwitserland eindigde en zich kwalificeerde voor de – uiteindelijk van Tsjechië verloren – play-offs. In 2012 en 2013 wist Zverotić zich wederom niet met zijn land te kwalificeren voor een toernooi: het wereldkampioenschap voetbal 2014 werd niet behaald. Hij speelde in alle kwalificatiewedstrijden. Montenegro was wel dichterbij dan in 2009: door een overwinning op San Marino (3–0), waarbij hijzelf trefzeker was, steeg het land tijdelijk naar de koppositie in groep H. Onder meer nederlagen tegen Oekraïne (0–4) en Moldavië (2–5) voorkwamen kwalificatie. Op 12 oktober 2014 speelde Zverotić zijn vijftigste interland tegen Oostenrijk.

## Spelersstatistieken

### Overzicht als clubspeler
| seizoen | club           | land        | competitie       | wedstrijden | doelpunten |
| ------- | -------------- | ----------- | ---------------- | ----------- | ---------- |
| 2004/05 | FC Wil         | Zwitserland | Challenge League | 25          | 1          |
| 2005/06 | FC Wil         | Zwitserland | Challenge League | 29          | 0          |
| 2006/07 | FC Wil         | Zwitserland | Challenge League | 29          | 0          |
| 2007/08 | FC Wil         | Zwitserland | Challenge League | 31          | 0          |
| 2008/09 | FC Luzern      | Zwitserland | Super League     | 27          | 1          |
| 2009/10 | FC Luzern      | Zwitserland | Super League     | 31          | 0          |
| 2010/11 | FC Luzern      | Zwitserland | Super League     | 27          | 1          |
| 2011/12 | BSC Young Boys | Zwitserland | Super League     | 23          | 0          |
| 2012/13 | BSC Young Boys | Zwitserland | Super League     | 28          | 1          |
| 2013/14 | BSC Young Boys | Zwitserland | Super League     | 7           | 0          |
| 2013/14 | Fulham FC      | Engeland    | Premier League   | 6           | 0          |
| 2014/15 | Fulham FC      | Engeland    | Premier League   | 10          | 0          |
| 2014/15 | FC Sion        | Zwitserland | Super League     | 13          | 0          |
| 2015/16 | FC Sion        | Zwitserland | Super League     | 32          | 0          |
| 2016/17 | FC Sion        | Zwitserland | Super League     | 33          | 1          |
| 2017/18 | FC Sion        | Zwitserland | Super League     | 14          | 0          |
| Totaal  | Totaal         | Totaal      | Totaal           | 365         | 5          |

### Overzicht als interlandspeler
| Interlands van Elsad Zverotić voor Montenegro | Interlands van Elsad Zverotić voor Montenegro | Interlands van Elsad Zverotić voor Montenegro | Interlands van Elsad Zverotić voor Montenegro | Interlands van Elsad Zverotić voor Montenegro | Interlands van Elsad Zverotić voor Montenegro | Interlands van Elsad Zverotić voor Montenegro |
| №                                             | Datum                                         | Wedstrijd                                     | Uitslag                                       | Soort wedstrijd                               | Doelpunten                                    |                                               |
| Als speler bij FC Wil                         | Als speler bij FC Wil                         | Als speler bij FC Wil                         | Als speler bij FC Wil                         | Als speler bij FC Wil                         | Als speler bij FC Wil                         | Als speler bij FC Wil                         |
| --------------------------------------------- | --------------------------------------------- | --------------------------------------------- | --------------------------------------------- | --------------------------------------------- | --------------------------------------------- | --------------------------------------------- |
| 1.                                            | 27 mei 2008                                   | Montenegro – Kazachstan                       | 3 – 0                                         | Vriendschappelijk                             |                                               |                                               |
| 2.                                            | 31 mei 2008                                   | Roemenië – Montenegro                         | 4 – 0                                         | Vriendschappelijk                             |                                               |                                               |
| Als speler bij FC Luzern                      |                                               |                                               |                                               |                                               |                                               |                                               |
| 3.                                            | 20 augustus 2008                              | Hongarije – Montenegro                        | 3 – 3                                         | Vriendschappelijk                             |                                               |                                               |
| 4.                                            | 10 september 2008                             | Montenegro – Ierland                          | 0 – 0                                         | Kwalificatie WK 2010                          |                                               |                                               |
| 5.                                            | 15 oktober 2008                               | Italië – Montenegro                           | 2 – 1                                         | Kwalificatie WK 2010                          |                                               |                                               |
| 6.                                            | 19 november 2008                              | Montenegro – Macedonië                        | 2 – 1                                         | Vriendschappelijk                             |                                               |                                               |
| 7.                                            | 28 maart 2009                                 | Montenegro – Italië                           | 0 – 2                                         | Kwalificatie WK 2010                          |                                               |                                               |
| 8.                                            | 1 april 2009                                  | Georgië – Montenegro                          | 0 – 0                                         | Kwalificatie WK 2010                          |                                               |                                               |
| 9.                                            | 6 juni 2009                                   | Cyprus – Montenegro                           | 2 – 2                                         | Kwalificatie WK 2010                          |                                               |                                               |
| 10.                                           | 12 augustus 2009                              | Montenegro – Wales                            | 2 – 1                                         | Vriendschappelijk                             |                                               |                                               |
| 11.                                           | 10 oktober 2009                               | Montenegro – Georgië                          | 2 – 1                                         | Kwalificatie WK 2010                          |                                               |                                               |
| 12.                                           | 14 oktober 2009                               | Ierland – Montenegro                          | 0 – 0                                         | Kwalificatie WK 2010                          |                                               |                                               |
| 13.                                           | 18 november 2009                              | Montenegro – Wit-Rusland                      | 1 – 0                                         | Vriendschappelijk                             |                                               |                                               |
| 14.                                           | 3 maart 2010                                  | Macedonië – Montenegro                        | 2 – 1                                         | Vriendschappelijk                             |                                               |                                               |
| 15.                                           | 25 mei 2010                                   | Montenegro – Albanië                          | 0 – 1                                         | Vriendschappelijk                             |                                               |                                               |
| 16.                                           | 29 mei 2010                                   | Noorwegen – Montenegro                        | 2 – 1                                         | Vriendschappelijk                             |                                               |                                               |
| 17.                                           | 11 augustus 2010                              | Montenegro – Noord-Ierland                    | 2 – 0                                         | Vriendschappelijk                             |                                               |                                               |
| 18.                                           | 3 september 2010                              | Montenegro – Wales                            | 1 – 0                                         | Kwalificatie EK 2012                          |                                               |                                               |
| 19.                                           | 7 september 2010                              | Bulgarije – Montenegro                        | 0 – 1                                         | Kwalificatie EK 2012                          | 36'                                           |                                               |
| 20.                                           | 8 oktober 2010                                | Montenegro – Zwitserland                      | 1 – 0                                         | Kwalificatie EK 2012                          |                                               |                                               |
| 21.                                           | 12 oktober 2010                               | Engeland – Montenegro                         | 0 – 0                                         | Kwalificatie EK 2012                          |                                               |                                               |
| 22.                                           | 25 maart 2011                                 | Montenegro – Oezbekistan                      | 1 – 0                                         | Vriendschappelijk                             |                                               |                                               |
| 23.                                           | 4 juni 2011                                   | Montenegro – Bulgarije                        | 1 – 1                                         | Kwalificatie EK 2012                          |                                               |                                               |
| Als speler bij BSC Young Boys                 |                                               |                                               |                                               |                                               |                                               |                                               |
| 24.                                           | 10 augustus 2011                              | Albanië – Montenegro                          | 3 – 2                                         | Vriendschappelijk                             |                                               |                                               |
| 25.                                           | 2 september 2011                              | Wales – Montenegro                            | 2 – 1                                         | Kwalificatie EK 2012                          |                                               |                                               |
| 26.                                           | 7 oktober 2011                                | Montenegro – Engeland                         | 2 – 2                                         | Kwalificatie EK 2012                          | 45'                                           |                                               |
| 27.                                           | 11 oktober 2011                               | Zwitserland – Montenegro                      | 2 – 0                                         | Kwalificatie EK 2012                          |                                               |                                               |
| 28.                                           | 11 november 2011                              | Tsjechië – Montenegro                         | 2 – 0                                         | Kwalificatie EK 2012                          |                                               |                                               |
| 29.                                           | 15 november 2011                              | Montenegro – Tsjechië                         | 0 – 1                                         | Kwalificatie EK 2012                          |                                               |                                               |
| 30.                                           | 29 februari 2012                              | Montenegro – IJsland                          | 2 – 1                                         | Vriendschappelijk                             |                                               |                                               |
| 31.                                           | 25 mei 2012                                   | België – Montenegro                           | 2 – 2                                         | Vriendschappelijk                             |                                               |                                               |
| 32.                                           | 15 augustus 2012                              | Montenegro – Letland                          | 2 – 0                                         | Vriendschappelijk                             |                                               |                                               |
| 33.                                           | 7 september 2012                              | Montenegro – Polen                            | 2 – 2                                         | Kwalificatie WK 2014                          |                                               |                                               |
| 34.                                           | 11 september 2012                             | San Marino – Montenegro                       | 0 – 6                                         | Kwalificatie WK 2014                          | 69'                                           |                                               |
| 35.                                           | 16 oktober 2012                               | Oekraïne – Montenegro                         | 0 – 1                                         | Kwalificatie WK 2014                          |                                               |                                               |
| 36.                                           | 14 november 2012                              | Montenegro – San Marino                       | 3 – 0                                         | Kwalificatie WK 2014                          | 68'                                           |                                               |
| 37.                                           | 22 maart 2013                                 | Moldavië – Montenegro                         | 0 – 1                                         | Kwalificatie WK 2014                          |                                               |                                               |
| 38.                                           | 26 maart 2013                                 | Montenegro – Engeland                         | 1 – 1                                         | Kwalificatie WK 2014                          |                                               |                                               |
| 39.                                           | 7 juni 2013                                   | Montenegro – Oekraïne                         | 0 – 4                                         | Kwalificatie WK 2014                          |                                               |                                               |
| 40.                                           | 14 augustus 2013                              | Wit-Rusland – Montenegro                      | 1 – 1                                         | Vriendschappelijk                             |                                               |                                               |
| Als speler bij Fulham FC                      |                                               |                                               |                                               |                                               |                                               |                                               |
| 41.                                           | 6 september 2013                              | Polen – Montenegro                            | 1 – 1                                         | Kwalificatie WK 2014                          |                                               |                                               |
| 42.                                           | 11 oktober 2013                               | Engeland – Montenegro                         | 4 – 1                                         | Kwalificatie WK 2014                          |                                               |                                               |
| 43.                                           | 15 oktober 2013                               | Montenegro – Moldavië                         | 2 – 5                                         | Kwalificatie WK 2014                          |                                               |                                               |
| 44.                                           | 17 november 2013                              | Luxemburg – Montenegro                        | 1 – 4                                         | Vriendschappelijk                             | 58'                                           |                                               |
| 45.                                           | 5 maart 2014                                  | Montenegro – Ghana                            | 1 – 0                                         | Vriendschappelijk                             |                                               |                                               |
| 46.                                           | 23 mei 2014                                   | Slowakije – Montenegro                        | 2 – 0                                         | Vriendschappelijk                             |                                               |                                               |
| 47.                                           | 26 mei 2014                                   | Iran – Montenegro                             | 0 – 0                                         | Vriendschappelijk                             |                                               |                                               |
| 48.                                           | 8 september 2014                              | Montenegro – Moldavië                         | 2 – 0                                         | Kwalificatie EK 2016                          |                                               |                                               |
| 49.                                           | 9 oktober 2014                                | Liechtenstein – Montenegro                    | 0 – 0                                         | Kwalificatie EK 2016                          |                                               |                                               |
| 50.                                           | 12 oktober 2014                               | Oostenrijk – Montenegro                       | 1 – 0                                         | Kwalificatie EK 2016                          |                                               |                                               |
| 51.                                           | 15 november 2014                              | Montenegro – Zweden                           | 1 – 1                                         | Kwalificatie EK 2016                          |                                               |                                               |
| Als speler bij FC Sion                        |                                               |                                               |                                               |                                               |                                               |                                               |
| 52.                                           | 27 maart 2015                                 | Montenegro – Rusland                          | 0 – 3                                         | Kwalificatie EK 2016                          |                                               |                                               |
| 53.                                           | 14 juni 2015                                  | Zweden – Montenegro                           | 3 – 1                                         | Kwalificatie EK 2016                          |                                               |                                               |
| 54.                                           | 5 september 2015                              | Montenegro – Liechtenstein                    | 2 – 0                                         | Kwalificatie EK 2016                          |                                               |                                               |
| 55.                                           | 9 oktober 2015                                | Montenegro – Oostenrijk                       | 2 – 3                                         | Kwalificatie EK 2016                          |                                               |                                               |
| 56.                                           | 12 november 2015                              | Macedonië – Montenegro                        | 4 – 1                                         | Vriendschappelijk                             |                                               |                                               |
| 57.                                           | 24 maart 2016                                 | Griekenland – Montenegro                      | 2 – 1                                         | Vriendschappelijk                             |                                               |                                               |